# Station Żerków
Station Żerków is een spoorwegstation in de Poolse plaats Chrzan.